# Šlapšilė
Šlapšilė (deutsch Schlappschill) ist eine Ansammlung von Einzelgütern und -gehöften zwei Kilometer westlich von Laugaliai in Litauen. Das Dorf gehört zum Amtsbezirk Dauparai-Kvietiniai der Rajongemeinde Klaipėda.
Šlapšilė liegt in ehemals ostpreußischem Gebiet zwei Kilometer westlich der einstigen Reichsgrenze bei Gargždai.
Nach der Vertreibung der deutschen und kleinlitauischen Bevölkerung wurde der größte Teil der Gehöfte nach 1920 von russischen Kolonisten aus der Sowjetunion besiedelt. Die Siedlung hatte 1925 noch 314 Einwohner, 2001 waren es 119 Menschen.